# آلف مارشال
آلف مارشال (انگلیسی: Alf Marshall؛ زادهٔ ۲۱ مهٔ ۱۹۳۳) بازیکن فوتبال اهل بریتانیا است.
از باشگاه‌هایی که در آن بازی کرده‌است می‌توان به باشگاه فوتبال کلاکتون و باشگاه فوتبال کولچستر یونایتد اشاره کرد.